# Delta Center
Le Delta Center (auparavant Vivint Arena, Salt Lake Ice Center et EnergySolutions Arena) est une salle omnisports située à Salt Lake City dans l'Utah. Le propriétaire du bâtiment est Ryan Smith, qui possède également la franchise du Jazz de l'Utah et l'équipe de la Ligue nationale de hockey le Mammoth de l'Utah.
Depuis 1991, son locataire est le Jazz de l'Utah, qui évolue actuellement en NBA, et le Blaze de l'Utah de l'Arena Football League. Ce fut également le domicile des Starzz de l'Utah (WNBA), qui depuis 2002 jouent à San Antonio, mais aussi des Grizzlies de l'Utah (Ligue internationale de hockey) entre 1995 et 1997 puis des Golden Eagles de Salt Lake (Ligue internationale de hockey) entre 1991 et 1994. Sa capacité est de 19 911 places pour le basket-ball, 14 000 pour le hockey sur glace et le football américain en salle, avec 56 suites de luxe et 668 sièges de club.

## Histoire
L'aréna a été à l'origine imaginée en tant que salle de 20 000 sièges pour le Jazz de l'Utah et les Golden Eagles de Salt Lake puis pour remplacer le vieillissant Salt Palace (12 616 sièges), démoli en 1994 pour construire un nouveau centre de congrès du même nom qui servit de centre des médias des J.O. d'hiver en 2002 (Calvin L. Rampton Salt Palace Convention Center). Sous la conduite et le financement privé de l'homme d'affaires Larry H. Miller, la première pelletée officielle eut lieu le 22 mai 1990 et les travaux commencèrent le 11 juin. Le projet fut principalement financé par Miller, mais la ville fit don du terrain et de 20 millions de dollars pour les parkings et les installations annexes.
La nouvelle salle fut inaugurée le 4 octobre 1991 sous le nom de Delta Center et coûta $94 millions de dollars. Le premier match joué dans l'arène était un match de hockey sur glace opposant les Golden Eagles de Salt Lake aux Rivermen de Peoria le 16 octobre 1991, les Golden Eagles ont perdu 4-2. Le premier match de basket-ball joué dans cette enceinte est un match de pré-saison du Jazz de l'Utah contre les Knicks de New York avec Patrick Ewing, le Jazz est battu 101-95. En plus des sports, la salle a été prévue pour accueillir de grands concerts.
En 1991, La compagnie aérienne Delta Air Lines acheta les droits d'appellation de l'arène sur 15 ans pour une somme de $25 millions. Le 20 novembre 2006, l'arène fut renommée EnergySolutions Arena car la compagnie de traitement des déchets nucléaires, Vivint racheta les droits de nomination. Les réactions des fans au nouveau nom ont été principalement négatives. Les nouveaux surnoms du bâtiment étaient : « The Dump » (la décharge), « The Glow Bowl », « Radium Stadium », « Isotope », « ChernoBowl », « JazzMat », « Big Bang », « Tox Box », « The Power House », « Hot Spot », « Plutonium Palace », « The Fallout Shelter » et « Melta Center ».
Le toit du bâtiment fut endommagé par la tornade du 11 août 1999, les réparations s'élevèrent à 3 757 000 $.
La salle a été le lieu des épreuves de patinage artistique et de short-track lors des Jeux olympiques d'hiver de 2002 à Salt Lake City. Pendant les Jeux olympiques, le bâtiment était appelé Salt Lake Ice Center, car les bâtiments doivent perdre leurs naming durant les olympiades.
Le 14 janvier 2023, Delta Air Lines a racheté les droits de dénomination de l'arène et, à compter du 1er juillet, le bâtiment est revenu au nom de Delta Center pour la première fois depuis le 20 novembre 2006.
Depuis l'automne 2024, le Delta Center est le domicile de l'équipe de la Ligue nationale de hockey le Mammoth de l'Utah, des travaux de rénovation seront nécessaires pour modifier la configuration des estrades afin que les spectateurs puisent avoir une meilleure vue sur la patinoire car l'aréna a été bâtie seulement pour le basket-ball de la National Basketball Association.

## Événements
- Concert de Oingo Boingo, 24 octobre 1991
- NBA All-Star Game 1993, 21 février 1993
- Tournoi masculin de basket-ball de la Western Athletic Conference, 1993 et 1994
- 1999 State Farm U.S. Figure Skating Championships, 7-14 février 1999
- Championnats des quatre continents de patinage artistique 2001
- Jeux olympiques d'hiver de 2002
- Concert de The Rolling Stones (A Bigger Bang Tour), 22 novembre 2005
- Tournoi West Regional du Championnat NCAA de basket-ball, 25-27 mars 2010
- Concert des Lady Gaga : artRAVE : The ARTPOP Ball le 4 août 2014 puis dernièrement Joanne World Tour le 14 décembre 2017

## Galerie

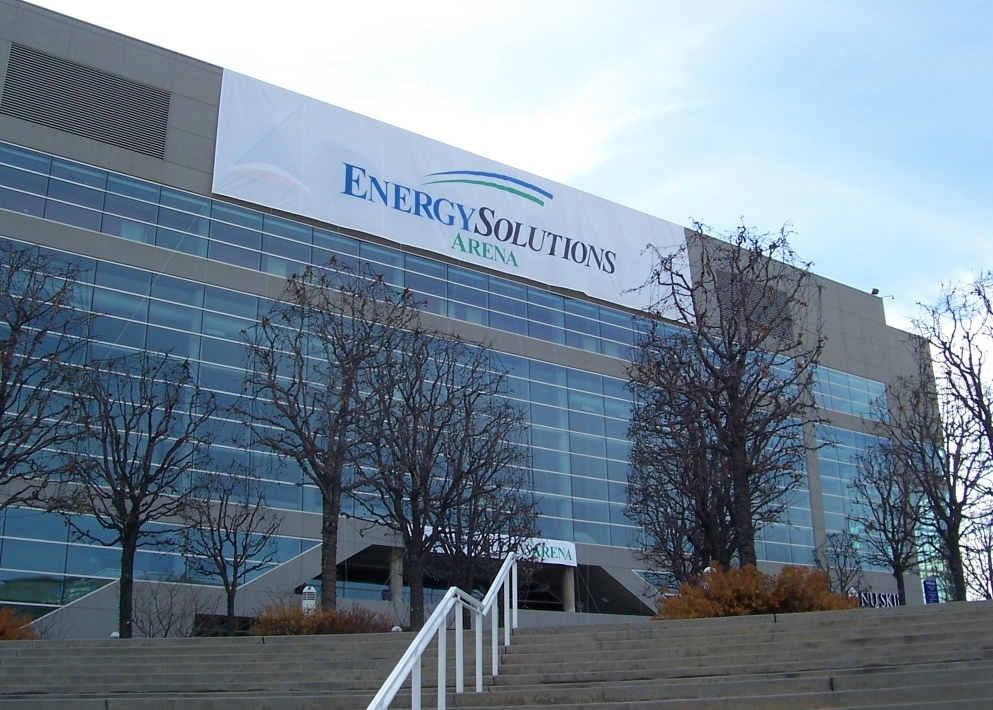
Vivint Smart Home Arena
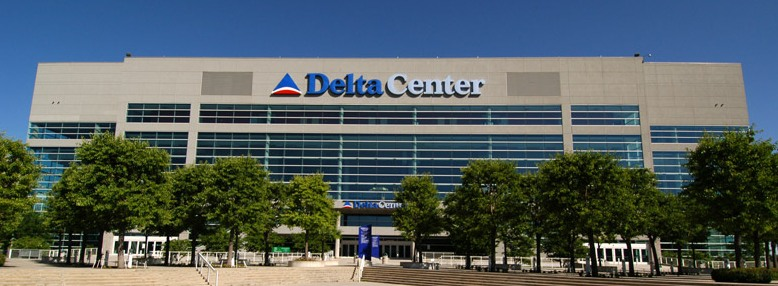
Delta Center en 2005
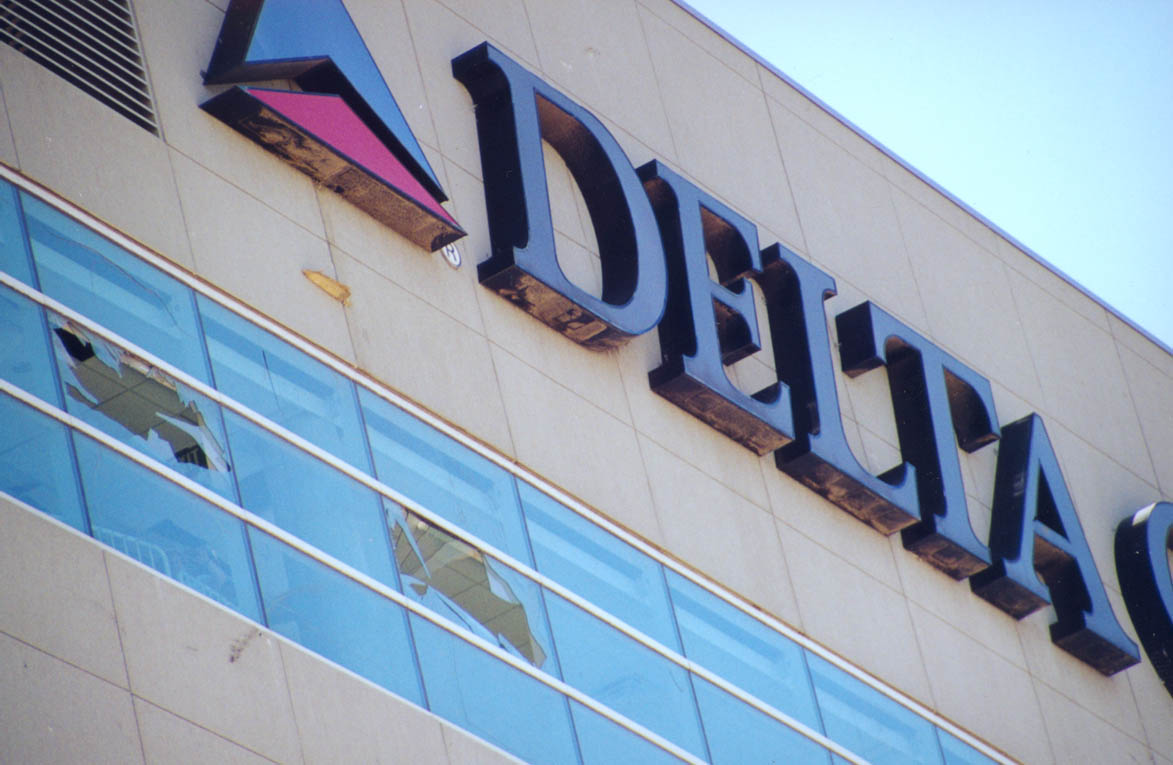
Dégâts en 1999
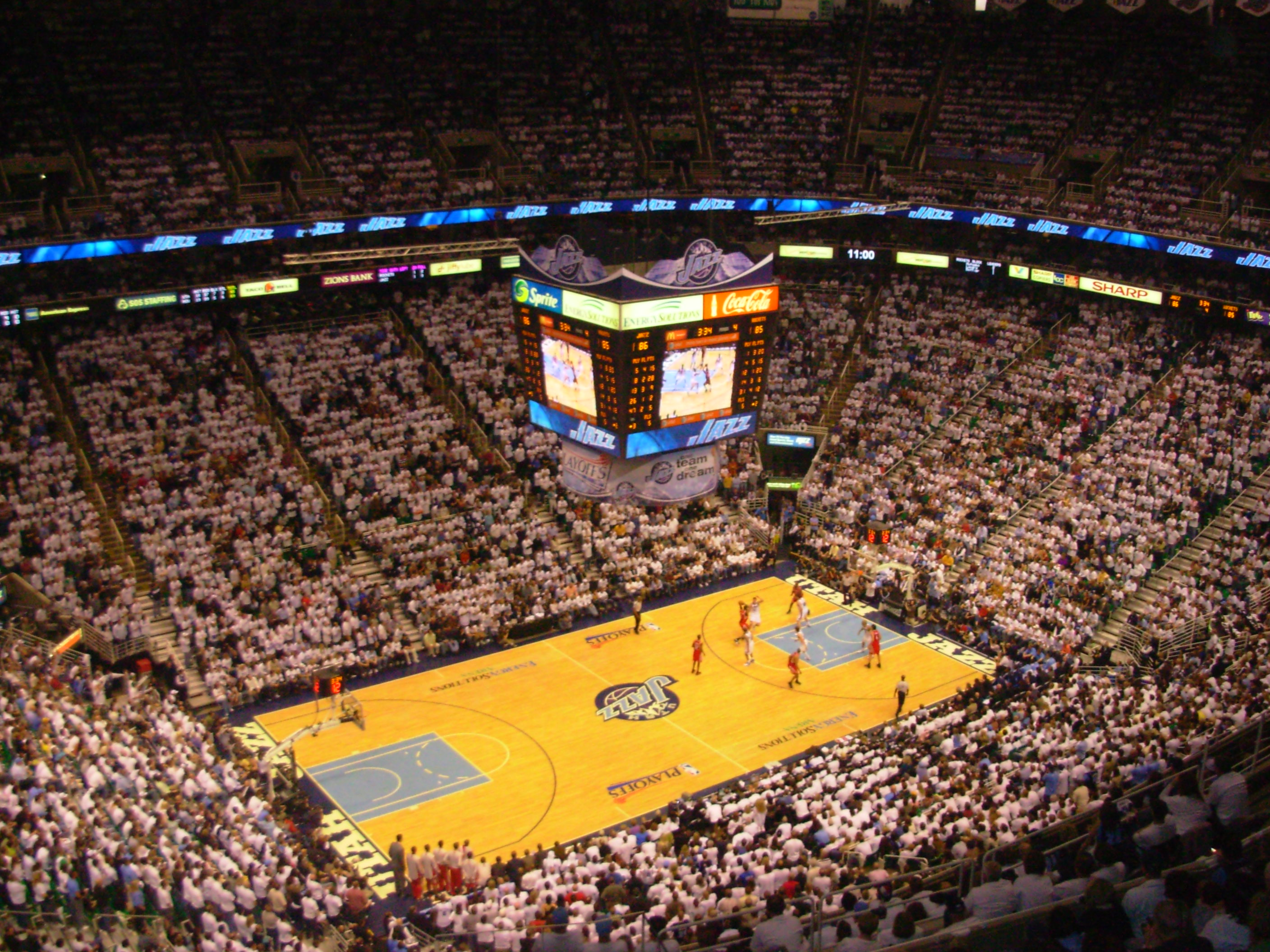
Intérieur
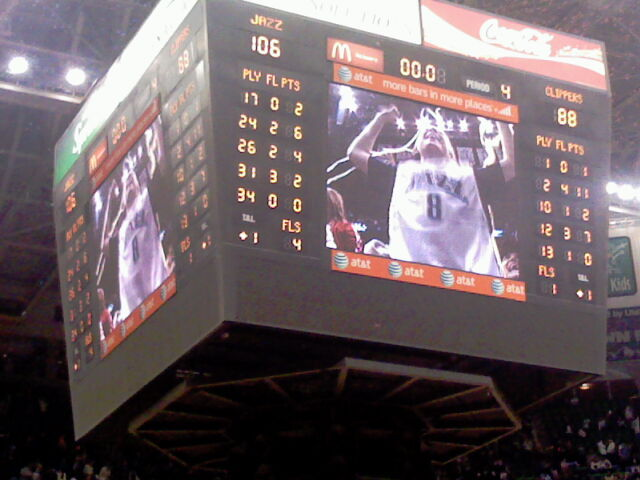
Tableau d'affichage
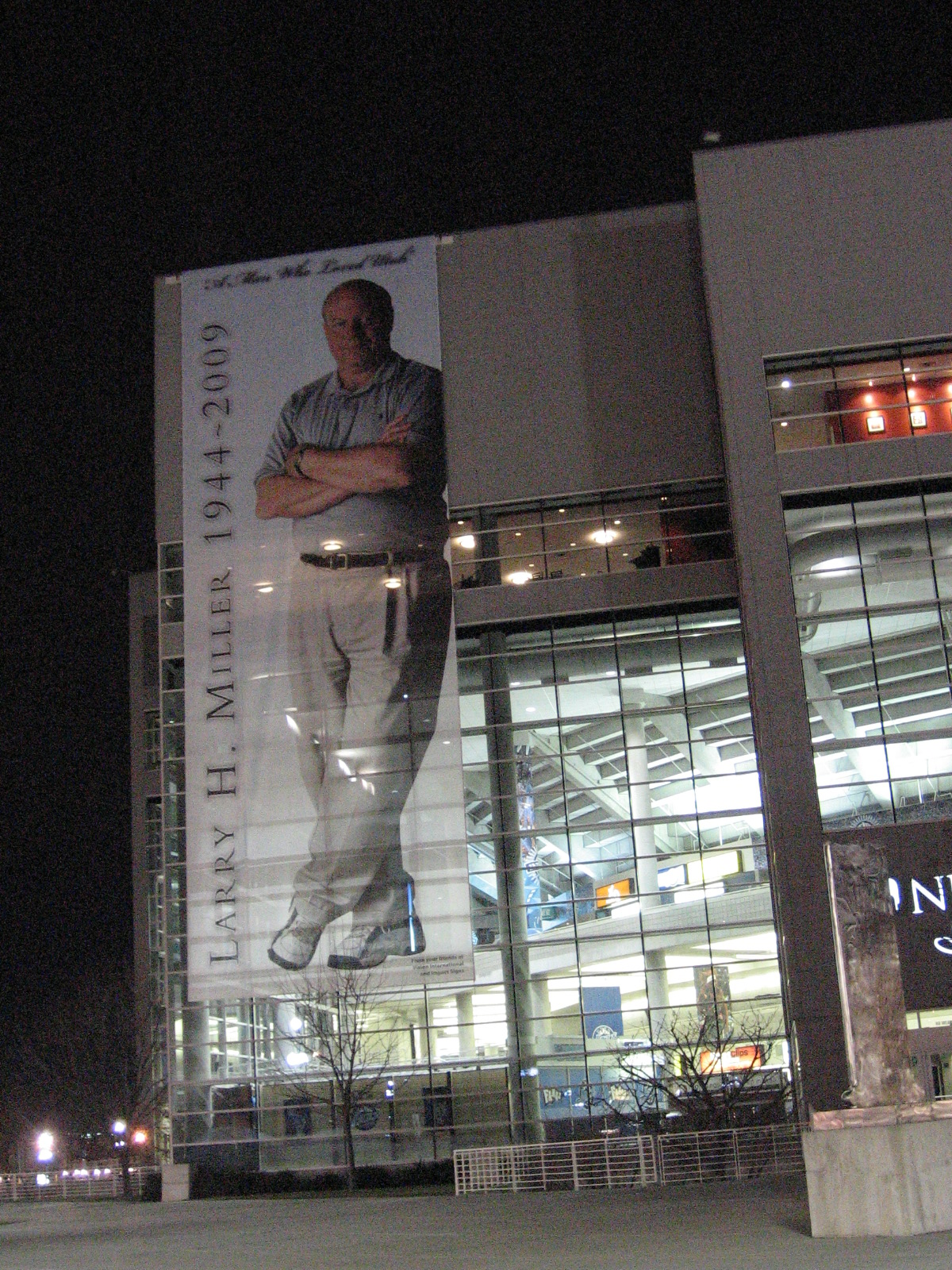
Hommage à Larry Miller décédé en 2009
Ancien logo (2006-2015)